# Protestas contra la invasión rusa de Ucrania en Rusia
Tras la invasión rusa de Ucrania el 24 de febrero de 2022, estallaron manifestaciones y protestas contra la guerra en toda Rusia.  Además de las manifestaciones, se han escrito varias peticiones y cartas abiertas en oposición a la guerra, y varias figuras públicas, tanto culturales como políticas, han emitido declaraciones en contra de la guerra.
Las protestas se han enfrentado a una represión generalizada por parte de las autoridades rusas. Según OVD-Info, al menos 14 906 personas fueron detenidas entre el 24 de febrero y el 13 de marzo, incluidos los arrestos masivos en un solo día más grande en la historia de la Rusia postsoviética el 6 de marzo. Las organizaciones de derechos humanos y los periodistas han expresado su preocupación por la brutalidad policial durante los arrestos y OVD-Info informó sobre varios casos de manifestantes torturados bajo detención. El gobierno también se ha movido para tomar medidas enérgicas contra otras formas de oposición a la guerra, incluida la introducción de medidas de censura generalizadas. Otras personas que firmaron peticiones contra la guerra se han enfrentado a represalias.

## Contexto
La invasión rusa a Ucrania, también conocida como la guerra de Ucrania, iniciada el 24 de febrero de 2022, constituye una escalada de la guerra ruso-ucraniana que comenzó tras los sucesos del Euromaidán en 2014. Se trata del mayor conflicto militar convencional en Europa desde la Segunda Guerra Mundial. La cifra precisa de víctimas se desconoce; se estima que hasta mediados de 2023, había causado la muerte de más de nueve mil civiles y decenas de miles de soldados. Los combates también han generado la mayor crisis de refugiados en el continente desde la Segunda Guerra Mundial: más de 7,3 millones de ucranianos han abandonado el país y más de 7,1 millones se han desplazado internamente. Además, la guerra ha causado daño ambiental significativo y ha puesto en peligro la disponibilidad de alimentos a nivel mundial.
La invasión estuvo precedida por una concentración militar rusa en las fronteras de Ucrania, que dio comienzo a mediados de 2021. Durante este periodo de tensión diplomática, el presidente ruso Vladímir Putin criticó la ampliación de la OTAN posterior a 1997 mientras negaba repetidamente que Rusia tuviera planes de invadir Ucrania. No obstante, el 21 de febrero siguiente, Rusia reconoció a la República Popular de Donetsk y a la República Popular de Lugansk, dos estados autoproclamados en la región de Dombás, al este de Ucrania, y envió tropas a esos territorios. Al día siguiente, el Consejo de la Federación de Rusia autorizó por unanimidad a Putin a utilizar la fuerza militar fuera de las fronteras de Rusia. El 24 de febrero, Putin anunció —en un mensaje televisado— una «operación militar especial» en las provincias de Donetsk y Lugansk; los misiles empezaron a impactar en diversos puntos de Ucrania, mientras las fuerzas terrestres rusas cruzaban la frontera, dando inicio a múltiples ofensivas.
En los frentes sur y sureste, los rusos tomaron Jersón en marzo de 2022 y Mariúpol el mes siguiente, mientras abandonaron la campaña de Ucrania central y lanzaron una renovada batalla del Dombás. Las fuerzas rusas continuaron bombardeando objetivos militares y civiles lejos de la línea del frente, incluida la red de energía durante el invierno. A fines de 2022, Ucrania retomó territorios mediante contraofensivas en el sur y el este. Poco después, Rusia anunció la anexión de cuatro provincias parcialmente ocupadas tras realizar referéndums criticados por la comunidad internacional. En noviembre, Ucrania retomó partes del Óblast de Jersón. En febrero de 2023, Rusia movilizó a cerca de doscientos mil soldados para una nueva ofensiva en el Dombás. En junio de 2023, Ucrania lanzó otra contraofensiva en el sureste que no logró ninguno de sus objetivos, a la par que Rusia sufría una rebelión por parte del grupo mercenario Wagner. En agosto de 2024, Ucrania llevó a cabo una incursión en el óblast ruso de Kursk, aunque las fuerzas rusas y norcoreanas recuperaron el territorio conquistado en cuestión de meses.
La invasión fue condenada por una parte importante de la comunidad internacional. La Asamblea General de las Naciones Unidas aprobó la Resolución ES-11/1 condenando la invasión y exigiendo la retirada total de Rusia. La Corte Internacional de Justicia ordenó a Rusia suspender las operaciones militares tras no encontrar evidencia que respaldase las acusaciones rusas a Ucrania de genocidio en el Dombás, y el Consejo de Europa expulsó al país. Numerosos gobiernos occidentales, entre los que destacan la Unión Europea y los Estados Unidos, impusieron sanciones a Rusia y su aliado Bielorrusia, y proporcionaron ayuda humanitaria, económica y militar a Ucrania. Más de mil empresas abandonaron Rusia y Bielorrusia en respuesta a la invasión. La Corte Penal Internacional (CPI) abrió una investigación sobre posibles crímenes contra la humanidad, crímenes de guerra, secuestro de niños y genocidio, emitiendo una orden de arresto contra Putin en marzo de 2023.

## Represión
Un portavoz de las Naciones Unidas condenó los "arrestos arbitrarios" de los manifestantes y pidió su liberación inmediata. El 8 de marzo, la Alta Comisionada de las Naciones Unidas para los Derechos Humanos, Michelle Bachelet expresó su preocupación por "el uso de legislación represiva que impide el ejercicio de los derechos civiles y políticos y criminaliza el comportamiento no violento". 
El 26 de febrero, Human Rights Watch afirmó que los videos de la represión que analizó mostraban "detenciones brutales de activistas pacíficos por parte de agentes de policía" y afirmó que "las acciones de las autoridades para impedir que las personas participen en protestas públicas pacíficas y expresen libremente sus opiniones violan derechos fundamentales". El 3 de marzo, afirmó que el gobierno ruso había bloqueado el acceso de al menos ocho medios de comunicación rusos independientes, junto con varios medios de comunicación ucranianos, y que estaba "imponiendo una censura sin rodeos combinada con una narrativa falsa que exigen todos deben repetir como loros". Amnistía Internacional declaró que el gobierno ruso estaba "empeñado en sofocar a los críticos del estado mientras obliga a los medios nacionales a apoyar sus políticas" y "utilizó la fuerza de forma rutinaria para dispersar las protestas contra la guerra en todo el país". La ONG internacional de derechos humanos Civil Rights Defenders afirmó que había habido una "grave represión" contra la libertad de expresión en Rusia y que a las personas que habían sido detenidas por protestar contra la guerra se les restringía el acceso a abogados.
El 4 de marzo, siete grupos internacionales y rusos de derechos humanos (Human Rights Watch, Amnistía Internacional, Human Rights House Foundation, International Federation for Human Rights, International Service for Human Rights, Memorial Human Rights Center y Komitet Grazhdanskoe Sodeistvie) publicaron una carta conjunta al Consejo de Derechos Humanos de las Naciones Unidas afirmando que Rusia estaba experimentando una "cacería de brujas en toda regla contra grupos independientes, defensores de los derechos humanos, medios de comunicación y periodistas, y oposición política" que estaba "diezmando a la sociedad civil y obligando a muchos a exilio." 
El Ministerio del Interior de Rusia justificó los arrestos debido a las "restricciones de coronavirus, incluso en eventos públicos" que permanecieron vigentes. Las autoridades rusas advirtieron a los rusos de las repercusiones legales por unirse a las protestas contra la guerra. El 16 de marzo, Putin pronunció un discurso en el que llamó a los opositores a la guerra "escoria y traidores", diciendo que una autolimpieza natural y necesaria de la sociedad solo fortalecerá al país.
The Moscow Times informó que algunos trabajadores rusos que firmaron peticiones contra la guerra recibieron instrucciones de sus empleadores de retirar sus firmas y fueron despedidos si se negaban. El periódico también informó que algunas empresas han advertido a los empleados que no "hagan publicaciones sobre temas políticos en Facebook".
Radio Free Europe/Radio Liberty ha informado que los estudiantes de algunas universidades han sido amenazados con la expulsión por actos de protesta contra la guerra. A principios de marzo, el sindicato de estudiantes de la Universidad Estatal de San Petersburgo informó que la universidad había expulsado al menos a 13 estudiantes por participar en protestas contra la guerra. 
Varios activistas contra la guerra y periodistas independientes en Rusia han sufrido vandalismo en sus hogares desde el comienzo de la invasión, incluido colocación de estiércol y mensajes afuera de sus puertas en donde los llaman traidores. El símbolo Z que ha alcanzado prominencia en la cultura popular rusa como símbolo de apoyo a la guerra, en parte a través de la promoción estatal del símbolo, también se ha utilizado para pintar grafitis en las casas de varios activistas contra la guerra. El crítico de cine Anton Dolin, uno de los destinatarios del símbolo, lo describió como una amenaza y afirmó que "el propósito de esto es claro: sabemos dónde vive su familia, tenga cuidado". 
Según The Moscow Times, las autoridades rusas y las figuras progubernamentales han alentado activamente a denunciar a otros ciudadanos, incluidos amigos y familiares, por actividades "antirrusas", incluidas las declaraciones contra la guerra. 

### Leyes de censura y noticias falsas
La artista rusa Alexandra Skochilenko fue arrestada por reemplazar las etiquetas de precios en los supermercados con mensajes contra la guerra.
El 1 de marzo la emisora de radio moscovita Echo of Moscow así como el canal de televisión independiente Dozhd fueron clausurados del aire;Dozhd puso un bucle de El lago de los cisnes, haciendo una analogía del recurso que utilizaron las autoridades de la era soviética para enterrar las malas noticias, incluido el intento de golpe de Estado de 1991 cuando la URSS se estaba desmoronando.
El 4 de marzo el parlamento ruso aprobó una ley destinada a sofocar la información y la oposición a la guerra que castiga a los ciudadanos con hasta 15 años de cárcel por difundir "información falsa" sobre el ejército ruso y sus operaciones. Esta ley también establece que es ilegal "hacer llamados contra el uso de tropas rusas para proteger los intereses de Rusia" o "para desacreditar dicho uso" con una posible pena de hasta tres años de prisión. La misma disposición se aplica a las solicitudes de sanciones contra Rusia. Esta ley tipifica como delito cualquier oposición pública o información independiente sobre la guerra contra Ucrania y podría convertir en delito simplemente llamar a la guerra "guerra" —el Kremlin dice que es una "operación militar especial"— en las redes sociales o en un artículo de noticias o una emisión. Más tarde ese día, Putin promulgó el proyecto de ley; también promulgó un proyecto de ley que permitiría multas o penas de prisión de hasta 3 años para quienes soliciten sanciones contra Rusia. El mismo día, el periódico independiente Novaya Gazeta anunció que estaba retirando todo el material relacionado con la guerra de su sitio web y dijo que la censura militar "se ha trasladado a la amenaza de enjuiciamiento penal de periodistas y ciudadanos que difunden información sobre las hostilidades militares que es diferente de los comunicados de prensa del Ministerio de Defensa de Rusia". Ese mismo día, el medio de comunicación independiente Znak.com con sede en Ekaterimburgo anunció que suspendería sus operaciones debido a la represión política.
Esa misma semana, el regulador de telecomunicaciones ruso Roskomnadzor restringió el acceso a los sitios web de redes sociales Facebook y Twitter, y restringió el acceso a varias organizaciones de noticias internacionales, incluidas la BBC, el medio alemán Deutsche Welle, las emisoras estadounidenses Voice of America y Radio Free Europe/Radio Liberty, el periódico ucraniano Svoboda, y el sitio web de noticias letón Meduza. Varias otras organizaciones internacionales de noticias suspendieron sus operaciones en Rusia debido a posibles amenazas a sus periodistas, incluidas ABC, Bloomberg News, CBC/Radio-Canada, CBS News y CNN; con el editor en jefe de Bloomberg, John Micklethwait, afirmando que el cambio en el código penal, que parece diseñado para convertir a cualquier reportero independiente en un criminal simplemente por asociación, hace que sea imposible continuar con cualquier apariencia de periodismo normal dentro del país. El 6 de marzo, Roskomnadzor restringió el acceso a Mediazona exigiendo que el sitio web se cerrara. Mediazona prometió desafiante continuar, brindando consejos para evadir la censura. El 11 de marzo, Roskomnadzor bloqueó los sitios web de Amnistía Internacional así como el del grupo ruso de monitoreo electoral Golos.
Según el sitio web de noticias Agentstvo, más de 150 periodistas abandonaron Rusia el 7 de marzo desde que Putin promulgó el proyecto de ley. Reporteros Sin Fronteras ha llamado a la ley "el golpe final completó la destrucción de los medios independientes de Rusia".
El 16 de marzo, la socialité rusa y bloguera gastronómica Veronika Belotserkovskaya se convirtió en la primera persona acusada en virtud de la nueva ley de "información falsa" de Rusia. El 22 de marzo, el periodista ruso Alexander Nevzorov fue acusado después de publicar información de que las fuerzas rusas habían bombardeado un hospital de maternidad en Mariupol. Más tarde huyó de Rusia, donde recibió la ciudadanía ucraniana y fue sentenciado a arresto en ausencia después de que un tribunal dijera que sus publicaciones contenían información "deliberadamente falsa". El 25 de marzo, la periodista rusa Izabella Yevloyeva fue acusada en virtud de la "ley de las falsificaciones" tras compartir una publicación en las redes sociales que describía el símbolo "Z" como "sinónimo de agresión, muerte, dolor y manipulación desvergonzada". 
Sergei Klokov, un policía de Moscú con raíces ucranianas, que es originario de Bucha, Óblast de Kiev fue arrestado después de contarles a sus colegas lo que había escuchado de su padre y amigos de la familia ucraniana sobre la invasión rusa. 
Según OVD-Info, más de 400 personas fueron detenidas o multadas en abril en virtud de las leyes que prohíben la información "falsa" sobre las fuerzas armadas. Se afirmó que el uso de mensajes falsos fue utilizado por las autoridades rusas por al menos un manifestante contra la guerra ruso. Afirmó que poco después de ser liberado de la detención aparecieron extraños mensajes contra la guerra en su teléfono y temía que los mensajes fueran un intento de incriminarlo antes de que pudiera salir del país. 
Más de 2000 personas fueron detenidas o multadas hasta mayo de 2022 en virtud de las leyes que prohíben la información "falsa" sobre las fuerzas armadas. A principios de junio, se habían abierto 53 causas penales. 

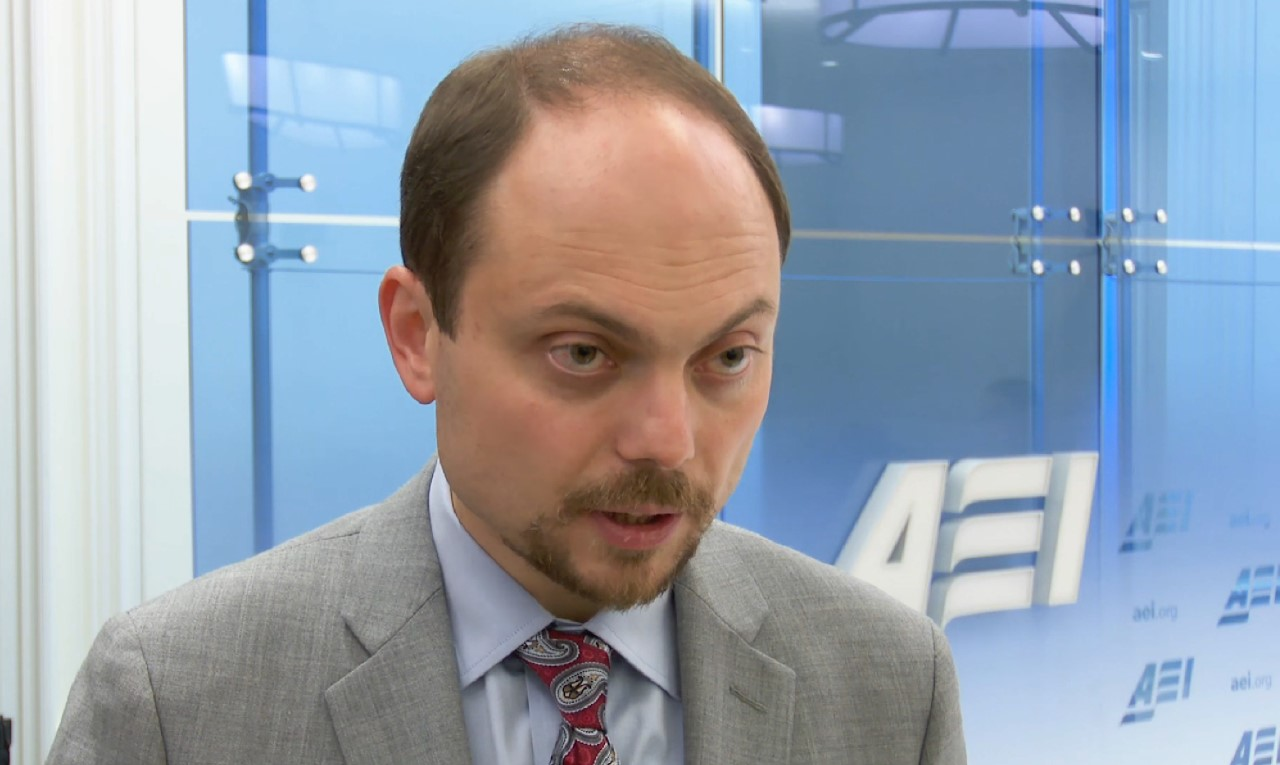
El opositor ruso Vladimir Kara-Murza arrestado tras criticar la guerra

En julio de 2022, Alexey Gorinov, miembro del consejo del distrito de Krasnoselsky en Moscú, fue sentenciado a siete años de prisión después de hacer comentarios contra la guerra en una reunión del consejo en marzo, incluida la afirmación de que Rusia estaba librando una guerra de agresión contra Ucrania. El abogado Pavel Chikov dijo que esta era la primera pena de cárcel bajo la nueva ley.
En agosto de 2022, el exalcalde de Ekaterimburgo, Yevgueni Roizman, fue detenido por la policía, dijo que lo acusaban de «desacreditar» a los militares. Roizman fue multado previamente tres veces bajo la misma ley. 
Según OVD-Info, el número total de personas detenidas en Rusia, después de seis meses, es de alrededor de 16 500, con más de 3800 acusadas de delitos que conllevan multas y al menos 224 enfrentando procesos penales.

### Arrestos masivos
El número registrado de manifestantes contra la guerra arrestados por día según OVD-Info es:
- 24 de febrero: 1965
- 25 de febrero: 643
- 26 de febrero: 533
- 27 de febrero: 2857
- 28 de febrero: 516
- 1 de marzo: 329
- 2 de marzo: 852
- 3 de marzo: 498
- 4 de marzo: 80
- 5 de marzo: 84
- 6 de marzo: 5572
- 8 de marzo: 122
- 13 de marzo: 936
- 2 de abril: 215
- 21 de septiembre: 1400[11]

### Brutalidad policial
La ONG rusa OVD-Info informó que había confirmado al menos 30 casos de manifestantes golpeados por la policía el fin de semana del 5 al 6 de marzo, así como varios casos de manifestantes arrestados torturados bajo custodia, y dijo que "es probable que este número es mucho mayor. Hay muchos videos en las redes sociales en los que se ve a los policías golpeando a los manifestantes contra la guerra”. Una grabación de audio de una manifestante arrestada ese fin de semana que logró ocultar su teléfono mientras estaba detenida e interrogada por varios policías documentó 11 minutos de abuso físico y verbal, con un oficial diciéndole: "Ustedes son los enemigos de Rusia. Ustedes son los enemigos del pueblo".
Human Rights Watch ha afirmado que la policía rusa ha utilizado "fuerza excesiva al arrestar a la gente", que la policía a veces oculta su identificación en sus uniformes, que las personas arrestadas han sido "obligadas a tomarse una foto y huellas dactilares y a entregar sus teléfonos, en contra de la ley rusa", y que varios manifestantes arrestados han sido sometidos al submarino. Mediazona también ha informado que las mujeres que han sido arrestadas han sido objeto de amenazas de violencia sexual, que los manifestantes no conformes con el género arrestados han sido ridiculizados y que la policía roció la cara de algunos detenidos con soluciones antisépticas.
El 6 de marzo, los informes sobre ciudadanos arrestados por protestar llegaron a más de 4000; Se estima que 4888 manifestantes se convirtieron en víctimas del arresto en 69 ciudades. Cerca de 2319 personas fueron detenidas en Moscú al 7 de marzo, y varios informes sugirieron que la policía podría haber retenido a más personas que la lista emitida. San Petersburgo fue testigo continuo de la proliferación de detenciones masivas, con 750 detenidos entre 1500 participantes. En otras localidades, 1061 personas fueron detenidas entre 1200 personas que participaron en la manifestación.
El 21 de septiembre, el movimiento Vesna convocó manifestaciones en todo el país en respuesta al anuncio de Vladímir Putin sobre la movilización parcial de las reservas militares de Rusia, tras los reveses del ejército ruso durante la contraofensiva ucraniana en el oblast de Járkov. Siguieron múltiples protestas a pequeña escala en varias ciudades rusas, incluidas Moscú, San Petersburgo, Ekaterimburgo, Novosibirsk y Tomsk. Más de 1311 manifestantes habían sido detenidos al final del día, según OVD-Info.

## Reacciones

### Oposición interna al sentimiento contra la guerra

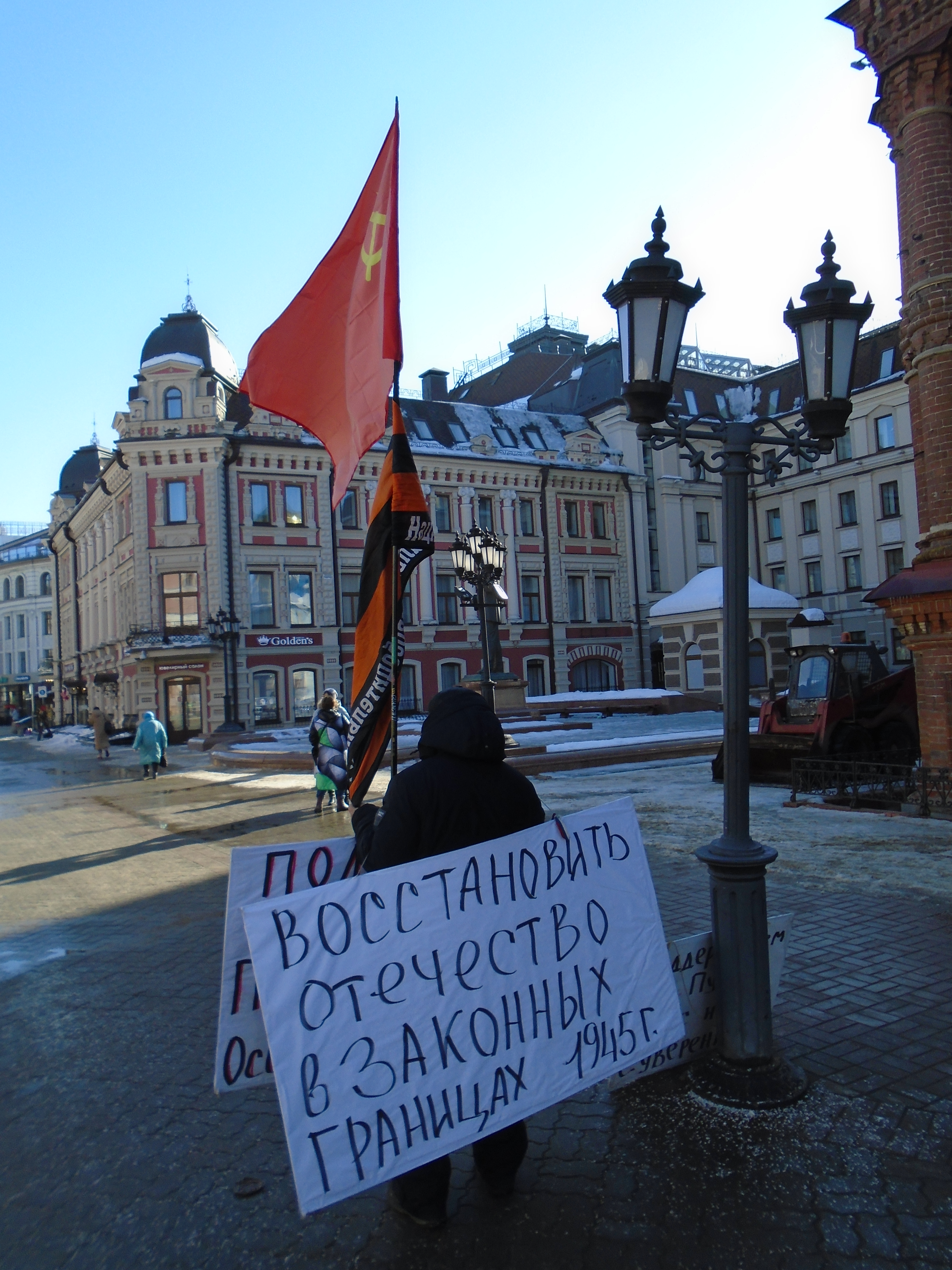
Protesta en apoyo a la invasión rusa de Ucrania el 1 de marzo de 2022

Varias personas afiliadas al gobierno ruso se han pronunciado en contra de las protestas. El secretario de prensa de Putin, Dmitry Peskov afirmó que "ahora no es el momento de dividirse. Ahora es el momento de unirnos, de unirnos en torno a nuestro presidente", al tiempo que reconoció que "hay debates acalorados entre figuras de la cultura". Margarita Simonyan, editora en jefe de las agencias de noticias rusas RT y Rossiya Segodnya controladas por el estado afirmó que "si ahora te avergüenzas de ser ruso, no te preocupes, no eres ruso". En respuesta a la declaración de Simonyan Vitalik Buterin programador y uno de los cofundadores de Ethereum, dijo: "Vete a la mierda".  Andrey Turchak un legislador del partido Rusia Unida de Putin condenó la postura contra la guerra de Arkady Dvorkovich como "nada más que la traición nacional, el comportamiento de la quinta columna, de la que habló el presidente [Putin]..." presidente de la Duma Estatal, Vyacheslav Volodin denunció a los rusos que se oponen a la guerra como "traidores".
El 16 de marzo, el presidente ruso Vladímir Putin emitió una advertencia a los "traidores" rusos que, según dijo Occidente quería utilizar como una quinta columna para destruir Rusia. Dijo que los rusos deberían someterse a una "autolimpieza natural y necesaria de la sociedad" para deshacerse de los "bastardos" y los "traidores" prooccidentales. 
Las autoridades rusas estaban alentando a los rusos a denunciar a sus amigos, colegas y familiares a la policía por expresar su oposición a la guerra en Ucrania.

### Éxodo de rusos
Desde el comienzo de la invasión, más de 300.000 rusos han huido del país, en particular los ciudadanos que se oponen a la guerra, en respuesta a la creciente represión y los rumores de reclutamiento y ley marcial. El periodista Boris Grozovski publicó una publicación en Facebook que decía: "No somos turistas, queridos ciudadanos de Georgia. Somos refugiados. Personalmente, la policía en Rusia me buscaba por distribuir peticiones contra la guerra... No huimos de balas, bombas y misiles, pero desde la prisión. Si escribiera lo que escribo ahora mientras estoy en Rusia, inevitablemente iría a prisión por 15 o 20 años". Otros han huido del país debido a la preocupación por el deterioro de las condiciones dentro del país, específicamente en términos económicos y políticos, junto con los sentimientos contra la guerra y por ser blanco de movimientos de oposición anteriores bailarina del Teatro Bolshoi Olga Smirnova dejó Rusia para continuar su carrera en los Países Bajos en protesta por la guerra. 
A principios de abril, aproximadamente 100.000 rusos habían huido de Rusia a Georgia. Después de tres semanas de guerra, se dice que alrededor de 14.000 partieron hacia Turquía decenas de miles fueron a Armenia el 24 de mayo, aproximadamente 108.000 ciudadanos rusos habían huido al país a la frontera con los estados nórdicos como Finlandia se dice que miles han ido a Uzbekistán.

### Las encuestadoras de opinión
Una encuesta estatal publicada el 28 de febrero por el Centro de Investigación de Opinión Pública de Rusia afirmó que el 68% de los rusos apoyaba la "operación militar especial" el 22% se oponía y el 10% encontraba difícil responder. 
Más tarde, una serie de cuatro encuestas en línea realizadas por la Fundación Anticorrupción de Alexei Navalny afirmaron mostrar un rápido cambio de sentimiento entre los residentes de Moscú. Entre el 25 de febrero y el 3 de marzo, los que culpaban a Rusia de la guerra aumentaron del 14 % al 36 %, y ahora el 79 % está a favor de detener el conflicto y entablar negociaciones de paz. La proporción de encuestados que consideraban a Rusia un "agresor" aumentó del 29 % al 53 %, mientras que la proporción de quienes consideraban a Rusia un "pacificador" se redujo a la mitad, del 25 % al 12 %. 
Del 26 al 28 de febrero de 2022, una encuesta realizada por el grupo de investigación independiente Russian Field encontró que el 58,8% de los encuestados apoyaba la "operación militar especial" en Ucrania. Según la encuesta, en el grupo de jóvenes de 18 a 24 años, solo el 29% apoyó la "operación militar especial". 
Una encuesta del Centro Levada publicada el 30 de marzo vio que el índice de aprobación de Putin saltó del 71% en febrero al 83% en marzo. 
Los expertos han advertido que es posible que las cifras no reflejen con precisión el estado de ánimo del público, ya que el público tiende a apoyar a los líderes durante la guerra y algunos pueden estar ocultando sus verdaderas opiniones, especialmente con una censura mejorada y una nueva ley que prohíbe la difusión de "falsos información" sobre las fuerzas armadas. Un estudio realizado por investigadores afiliados a la London School of Economics encontró que el apoyo declarado a la guerra entre los rusos se redujo del 68% al 53% cuando se les preguntó indirectamente sobre la invasión en las encuestas. Muchos encuestados no quieren responder a las preguntas de los encuestadores por temor a las consecuencias negativas. En marzo de 2022, cuando el político opositor ruso Maxim Katzy un grupo de investigadores rusos encargó una encuesta sobre las actitudes de los rusos hacia la guerra en Ucrania, 29.400 de las 31.000 personas a las que llamaron se negaron a responder después de escuchar el tema en cuestión.

## Simbolismo

### "¡No a la guerra!"

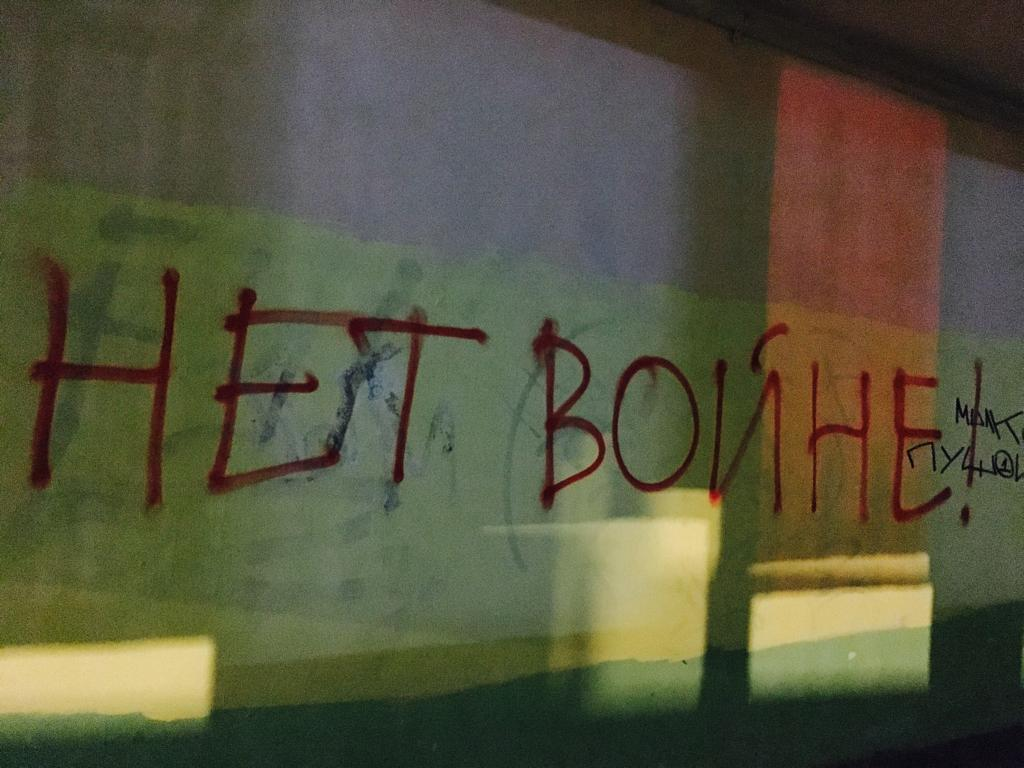
Grafiti en una pared de Moscú que dice "No a la guerra"

"¡No a la guerra!" (en ruso: Нет войне!, romanizado: Nyet voynye! pronunciación rusa:  [nʲet vɐjˈnʲe]) es un eslogan contra la guerra utilizado por los manifestantes en las protestas contra la guerra de 2022 en Rusia. Los niños también usaron este eslogan en carteles hechos a mano y trataron de dejar su mensaje fuera de la embajada de Ucrania en Moscú, fueron arrestados por esas acciones.
Familiares de algunos funcionarios rusos que justifican la guerra de Rusia contra Ucrania también han expresado su desacuerdo con la decisión del Kremlin a través del hashtag "¡No a la guerra!". Entre ellos estaba Liza Peskova, la hija del representante oficial del Kremlin Dmitry Peskov.

### Bandera blanca-azul-blanca
La bandera blanca, azul y blanca es un símbolo contra la guerra creado al eliminar el rojo de la bandera rusa. Según los manifestantes contra la guerra, el rojo representaba sangre y violencia, y la bandera intenta evocar el legado de la República de Novgorod como ejemplo de democracia. Sin embargo, no todos los manifestantes apreciaron la bandera. María Motuznaya (una activista de la oposición) había criticado la justificación de la eliminación de la franja roja de la bandera. 

### Cintas verdes
Algunos manifestantes han usado cintas verdes como símbolo de oposición a la guerra.